# Храм иконы Божией Матери «Знамение» в Ховрине
Храм иконы Божией Матери «Знамение» в Ховрине — православный храм, принадлежащий к Знаменскому благочинию Московской городской епархии Русской православной церкви. Находится по адресу Фестивальная улица, дом 77а.

## История
По письменным источникам Ховрино известно с 1585 года, однако достоверно неизвестно была ли в селении церковь. Первое упоминание храма в селе Ховрино относится к 1623—1624 году, в документах Ховрино значится как «место церковное», предполагается, что в Смутное время в селе был уничтожен храм Великомученика Георгия.
Церковь была восстановлена только к 1646 году, а в 1682 в селе возвели вторую трёхпридельную церковь во имя иконы Божией Матери «Знамение». После смерти Франца Лефорта в 1699 году Пётр I приблизил к себе Фёдора Головина, наградил его орденом святого Андрея Первозванного и возвёл в чины генерал-фельдмаршала и генерал-адмирала. В числе прочих наград к Головину отошло и поместье в селе Ховрино, которое после его смерти наследовал его сын Николай, по приказу которого в 1740 году старую Знаменскую церковь снесли, а на её месте заложили новую каменную, строительство которой закончилось к 1741 году.
В 1860 году бывшее имение Головиных купил надворный советник Евграф Молчанов, решивший построить в Ховрино новый храм. Проект храма был заказан архитектору Михаилу Быковскому, под руководством которого на средства Молчанова к тому времени было построено уже несколько московских храмов, в том числе и храм Троицы Живоначальной на Грязех у Покровских ворот. Новый храм был заложен в 1868 году, и его строительство продолжалось два года; освящение храма состоялось в 1871 году.
В 1937 году, после расстрела служивших в Знаменском храме с 1932 года священника отца Николая и архимандрита Амвросия службы стали нерегулярными, и в 1939 году храм закрыли окончательно. В 1941 году в здании храма разместили госпиталь, после войны храм долго пустовал, а в 1960 году его отдали артели слепых, разместив в нём производственные помещения. С 1972 имение Ховрино была поставлена на государственную охрану, в том числе и Знаменский храм, и в ней с 1979 года велась реставрация, которая только ухудшила состояние имения. В 1980 году в здании храма разместили гараж Рыбстоймонтажа СССР.
Храм был передан Русской православной церкви в 1991 году, к 1994 году начал действовать полностью обновлённый нижний храм во имя Николая Чудотворца, верхний Знаменский храм начал действовать в 1997 году.

## Духовенство
- Иерей Димитрий Туркин — настоятель храма.
- Протоиерей Георгий Полозов.
- Протоиерей Георгий Изай.
- Протоиерей Сергий Ванюков.
- Диакон Александр Корновян.
- Диакон Сергий Трашков[2].

## Святыни
- Икона Божией Матери «Скоропослушница» из Афонского Свято-Пантелеимонова монастыря, подарена храму в 1996 году. Праздник иконы — 9/22 ноября.
- Икона Божией Матери «Знамение» — дар прихожанина, пожелавшего остаться неизвестным. Передана храму благочинным Северного округа отцом Серафимом 10 декабря 1991 года, в день престольного праздника и первого богослужения в возрождаемом храме.
- Казанская икона Божией Матери находится в нижнем Никольском храме. Празднование ей совершается 8/21 июля и 22 октября / 4 ноября.
- Ковчег с частицами святых мощей угодников Божиих доступен для поклонения верующих во время богослужений в верхнем храме.
- Резное Распятие при входе в нижний храм во имя Святителя Николая — одна из первых святынь возрождённого прихода.
- Икона святых славных первоверховных апостолов Петра и Павла. День памяти 12 июля.
- Икона святого праведного Алексия Южинского[3].

## Приделы
- Иконы Божией Матери «Знамение»
- Святителя Николая
- Мученика Евграфа